# استان موراوی-سیلزی
استان موراوی-سیلزی (چکی: Moravskoslezský kraj) نام استانی در کشور جمهوری چک است.